# Hollandichthys multifasciatus
Hollandichthys multifasciatus är en fiskart som först beskrevs av Eigenmann och Norris, 1900.  Hollandichthys multifasciatus ingår i släktet Hollandichthys och familjen Characidae. Inga underarter finns listade i Catalogue of Life.